# Normvolumen
Das Normvolumen ist das Volumen, welches die beschriebene Menge eines Stoffs bei genormtem Standarddruck und Standardtemperatur einnimmt. Als Maßeinheiten werden Normkubikmeter, Normliter usw. verwendet. Das Volumen aller Stoffe verändert sich mit Druck und Temperatur, bei Gasen ist diese Veränderung aber besonders stark. Deshalb ist die Angabe von Normalvolumen vor allem bei Gasen gebräuchlich, um die bei unterschiedlichen Drücken und Temperaturen vorliegenden Betriebsvolumen zu vergleichen. Dazu wird das aktuelle Volumen mit Hilfe der Zustandszahl auf den Normzustand umgerechnet.

## Einordnung und Abgrenzung
Historisch bedingt werden Fluidmassen bis heute überwiegend in der Einheit eines Volumens angegeben (das „Auslitern“ war zumindest in der Vergangenheit deutlich einfacher als die Bestimmung der entsprechenden Fluidmasse). Da das Volumen einer bestimmten Gasmasse aber von den Zuständen Druck und Temperatur abhängt, müssen sie bei der Volumenangabe einer bestimmten Gasmasse immer auch mit angegeben werden. Da Gasmengen sonst nicht vergleichbar sind, hat man sich auf verschiedene exakt definierte Bezugszustände, sogenannte Norm- bzw. Standardzustände verständigt.
Bei der Gasmengenmessung sind „Standardbedingungen“, „Normbedingungen“ und „Bezugsbedingungen“ in der Regel synonyme Begriffe. Der Druck und die Temperatur, welche tatsächlich bei einem Gas bzw. Gasprozess vorliegen, werden im Gegensatz zu den Standardbedingungen häufig auch als „Betriebsbedingungen“, der zugehörige Volumenstrom als „Betriebsvolumenstrom“ bezeichnet.
Bei der Verwendung des gleichen Bezugszustandes können (Norm-)Volumen bzw. (Norm-)Volumenstromangaben direkt miteinander verglichen werden. Leider gibt es in der Zwischenzeit eine Vielzahl unterschiedlicher Bezugszustände, wodurch es zu Missverständnissen und Fehlinterpretationen bei der Angabe von „Normvolumen“ und „Normvolumenströmen“ kommen kann. Deswegen sollte bei Angabe eines standardisierten Volumens stets der zugrundegelegte Standard bzw. die Standardbedingungen genannt werden. Bei der konsequenten Angabe und Verwendung von Gasmassen (und Gasmassenströmen) anstelle von standardisierten Volumina existiert dieses Problem nicht, die Nennung eines Bezugszustandes ist hier nicht notwendig.

## Physikalischer Normzustand
Neben vielen anderen später definierten Standardbedingungen bzw. Bezugszuständen wurden bereits 1940 folgende Standardbedingungen in der DIN 1343 definiert, welche sich weltweit unter dem Begriff physikalischer Normzustand etabliert haben:
- Standarddruck pn = 101 325 Pa = 1 013,25 hPa = 101,325 kPa = 1,01325 bar
- Standardtemperatur Tn = 273,15 K = 0 °C

Angaben wie Normkubikmeter, Normliter, Normkubikzentimeter etc. beziehen sich zumeist auf diesen „physikalischen Normzustand“ nach DIN 1343, wenngleich v. a. international oft abweichende Standardbedingungen gelten:

### International Standard Atmosphere und technischer Normzustand
Weitere gängige Bezugszustände bzw. Standardbedingungen bei der Volumen- und Durchflussmessung sind:
- ISO 2533 (ISA = International Standard Atmosphere definiert oder übernommen von der International Civil Aviation Organization (ICAO); auch üblich im Handel mit Druckgasflaschen):

pn = 1,01325 bar =  1013,25 hPa; Tn = 288,15 K = 15 °C
- ISO 6358 / ISO 8778 (Standard Reference Atmosphere, v. a. in USA gebräuchlich) entsprechend DIN 1945-1 (technischer Normzustand):

pn = 1,0 bar; Tn = 293,15 K = 20 °C

## Schreibweise
Laut PTB dürfen Einheiten keine Zusatzinformationen über die Art der physikalischen Größe enthalten. Häufig anzutreffende Schreibweisen wie z. B. „Nm³“, „mn³“, „m³(n)“, „nm³“ etc. sind damit unzulässig.
Um standardisierte Volumenstromangaben als solche zu kennzeichnen, sollte stattdessen das zugehörige Formelzeichen entsprechend modifiziert werden. Die DIN 1343 schlägt hierzu den Index 'n' vor (z. B. Vn = …).

## Zusammenhang mit der Masse
Das standardisierte Volumen lässt sich durch Multiplikation mit der zugehörigen Standarddichte direkt in eine Masse umrechnen:
{\displaystyle V_{\text{n}}\cdot \rho _{\text{n}}=m}
Über die Gasmassen(ströme) lassen sich dann Normvolumen(ströme) mit verschiedenen Bezugsbedingungen ineinander umrechnen.
Bei einem idealen Gas berechnet sich die Standarddichte nach der thermischen Zustandsgleichung idealer Gase zu:
{\displaystyle \rho _{\text{n}}={\frac {p_{\text{n}}}{R_{\text{i}}\cdot T_{\text{n}}}}}
Hierbei sind:
- {\displaystyle p_{\text{n}}} der Absolutdruck und {\displaystyle T_{\text{n}}} die absolute Temperatur der definierten Standard- bzw. Normbedingung
- {\displaystyle R_{\text{i}}} die spezifische bzw. individuelle Gaskonstante des Gases.

Unter den physikalischen Normbedingungen hat z. B. Luft eine Dichte von {\displaystyle \rho _{\text{n}}} = 1,293 kg/m3.